# قاباخ
قاباخ روستایی در دهستان کبودگنبد بخش مرکزی شهرستان کلات استان خراسان رضوی ایران است.
قاباخ کلمه ایست ترکی به معنی بالاتر، جلوتر، پیشرفته تر.
به دلیل ایجاد اولین شرکت تعاونی شهرستان کلات در این روستا.
از طرفی اولین شالیکوبی نسبتا پیشرفته خریداری شده از گیلان در این روستای شهرستان کلات واقع بوده.
از جمله محصولات این روستا برنج بسیار مرغوب دم سیاه، و دیگر محصولات لبنی، دامی، گیاهی میباشد

## جمعیت
بر پایه سرشماری عمومی نفوس و مسکن در سال ۱۳۹۵ جمعیت این روستا ۲۶۸ نفر (در ۸۷ خانوار) بوده‌است.